# Paris C. Dunning
Paris Chipman Dunning, född 15 mars 1806 i Greensboro, North Carolina, död 9 maj 1884 i Bloomington, Indiana, var en amerikansk politiker. Han var Indianas viceguvernör 1846–1848 och guvernör 1848–1849. Som guvernör var han demokrat men i början av amerikanska inbördeskriget gjorde han politisk comeback som obunden ledamot av Indianas senat. Som tillförordnad talman i delstatens senat 1863–1865 var han igen först i successionsordningen i och med att viceguvernörsämbetet var vakant vid den tidpunkten.
Dunning studerade medicin i Kentucky och juridik i Indiana. Han var ledamot av Indianas representanthus 1833–1836 och ledamot av Indianas senat 1836–1840. År 1846 tillträdde han som viceguvernör.
Dunning efterträdde 1848 James Whitcomb som guvernör och efterträddes 1849 av Joseph A. Wright. Han deltog i demokraternas konvent inför presidentvalet i USA 1860. Efter att ha stött Stephen A. Douglas i presidentvalet utträdde han ur partiet i början av inbördeskriget år 1861. Han blev sedan invald i Indianas senat som obunden. År 1863 valdes han till tillförordnad talman i Indianas senat, vilket ämbete han innehade fram till år 1865.